# Bogdan Siciński
Bogdan Siciński (ur. 16 listopada 1931 w Osjakowie, zm. 22 stycznia 2001) – polski badacz języka polskiego i języków słowiańskich, prof. dr hab. filologii polskiej, wykładowca Uniwersytetu Wrocławskiego.
Urodził się w rodzinie nauczycielskiej, jako najstarszy syn Czesława i Anieli z Buszczów. Od 1947 po przeprowadzce rodziców mieszkał we Wrocławiu. W 1950 złożył egzamin dojrzałości w III Państwowym Liceum Ogólnokształcącym we Wrocławiu. Absolwent Uniwersytetu Wrocławskiego, związany z macierzystą uczelnią od 1953 magisterium uzyskał 29 czerwca 1955 r. Przeszedł tu wszystkie szczeble kariery akademickiej; w 1964 uzyskał stopień doktora, a w 1972 zdał przed Radą Wydziału Filologicznego kolokwium habilitacyjne z zakresu onomastyki słowiańsko-germańskiej i został docentem. Od 1991 był profesorem nadzwyczajnym Uniwersytetu Wrocławskiego. Odznaczony Krzyżem Kawalerskim Orderu Odrodzenia Polski, Złotym Krzyżem Zasługi, Medalem Komisji Edukacji Narodowej.
Został pochowany na wrocławskim cmentarzu św. Wawrzyńca przy ul. Bujwida.